# Токійські хресні
Токійські хресні (яп. 東京ゴッドファーザーズ, Tōkyō Goddofāzāzu, англ. Tokyo Godfathers) — японський аніме-фільм режисера та сценариста Сатоші Кона, який вільно інтерпретує взятий за основу роман «Троє хрещених» Пітер Б. Кайна. Співсценаристом фільму став Кейко Нобумото, сценарист серіалів «Cowboy Bebop» і «Wolf's Rain». Прем'єра відбулася на Big Apple Anime Fest 30 серпня 2003 року.

## Сюжет
Якось на Святвечір троє безпритульних — алкоголік Джин, транс Хана, і втікачка Міюкі — знаходять у смітті покинуту дитину. За знайденими поряд із дитиною речима Тріо намагається відшукати батьків дитини. Дитині вирішують дати ім'я Кійоко.
Група натикається на високопоставленого члена якудзи. Виявляється, що він знає власника клубу, у якому працювала мати Кійоко; його дочка саме має одружитися з цим власником клубу. Від нареченого вони дізнаються, що мати Кійоко звати Сатіко. Він дає їм адресу Сатіко, але відбувається замах на батька нареченої. Убивця викрадає Міюкі та дитину й завозить їх до себе додому.
Хана та Джин розділяються. Хана шукає Міюкі та Кійоко, а Джин зустрічає старого бездомного, який помирає на вулиці. Група підлітків нападають на Джина. Тим часом Хана знаходить дівчат і вони їдуть до травесті-клубу, де раніше працювала Хана. Джина знаходять на вулиці інші члени клубу.
Намагаючись знайти будинок Сатіко, тріо дізнається про нещасні відносини між Сатіко та її чоловіком. Хана втрачає свідомість і Джин і Міюкі відвозять її до лікарні. У лікарні Джин зустрічає свою дочку, яка працює медсестрою.
Хана і Міюкі зустрічають Сатіко. Сатіко наполягає, що її чоловік сам позбувся дитини, і вони повертають їй Кійоко. Тим часом Джин знаходить чоловіка Сатіко, від якого дізнається, що Сатіко викрала Кійоко з лікарні. Після переслідування, Міюкі та Сатіко опиняються на даху будівлі. Сатіко розповідає, що коли її дитина народилася мертвою, вона вирішила викрасти Кійоко з лікарні. Сатіко стрибає з даху, але Міюкі встигає спіймати її.
Дитину повертають її справжнім батькам, які просять Хану, Міюкі та Джина стати її хрещеними.

## Прокат
Прем'єра анімаційного фільму відбулася в Нью-Йорку на Big Apple Anime Fest 30 серпня 2003 року.
В Україні демонструвався на «Фестивалі мультфільмів для дорослих» у кінопалаці «Коперник» 12 квітня 2018 року мовою оригіналу з українськими субтитрами.

## Критика
Аніме здобуло позитивні відгуки кінокритиків. Манола Дарґіс із Los Angeles Times відзначає: «Як і у випадку з усіма найкращими анімаційними фільмами, тріумф роботи Кона полягає не тільки в його красі та незвично витонченій оповіді, а й у тому, як ця краса та оповідь поєднуються для того, щоб дати фільму гостроти, настільки людяної, що ви можете забути про те, що дивитеся мультфільм». Річард Джеймс Гевіс із The Hollywood Reporter написав, що «це зворушливий фільм, який, як усі найкращі аніме, йде за межі жанру». «Маючи майстерне розуміння комедії, піднесення, соціального коментаря та містичного дивацтва, „Токійські хресні“ виводять аніме на абсолютно новий рівень», — відзначив оглядач Variety. На сайті Metacritic аніме має середній бал 73 зі 100, на основі 25 рецензій американських критиків. На сайті IMDb середня оцінка глядачів становить 7,9 з 10.

## Нагороди
- Japan Media Arts Festival[11]: Excellence Prize (2003 рік)
- Tokyo Anime Award: Найкращий фільм, Найкращий режисер, Найкращий художник-постановник (2004 рік)
- Майніті: Найкращий анімаційний фільм (2004 рік)